# Colin Camerer
Colin Camerer (né en 1959) est un économiste américain. Il s'est intéresse aux fondements psychologiques et neurobiologiques de la décision. Il est un spécialiste de neuroéconomie et d'économie comportementale.
Il fait ses études à l'université Johns-Hopkins, puis à Chicago où il obtient un MBA à l'âge de vingt ans et un doctorat deux ans plus tard. Il enseigne depuis 1994 au California Institute of Technology